# 灰雅鱈
灰雅鱈，為輻鰭魚綱鱈形目稚鱈科的其中一種，分布於西太平洋日本、澳洲東南部、紐西蘭北部、新喀里多尼亞海域，深度580-1100公尺，為深海底棲性魚類，體長可達60.5公分，棲息在底中層水域，生活習性不明。